# Goyang Zaicro FC
El Goyang Zaicro FC fou un club de futbol sud-coreà de la ciutat de Goyang.

## Història
El club va ser fundat el 1980 amb el nom de Hallelujah FC per un grup de missioners cristians. Fou membre fundador de la lliga professional coreana el 1983 i el vencedor del campionat inaugural. En acabar la temporada 1985, on fou el darrer classificat del campionat, abandonà la K-League. El club continuà aleshores en el camp amateur. El 2003 es traslladà a la ciutat d'Iksan i ingressà a la National League (segona divisió). El 2004 marxà a Gimpo esdevenint Gimpo Hallelujah i el 2007 a Ansan esdevenint Ansan Hallelujah. El setembre de 2012 es traslladà a Goyang esdevenint Goyang Hi FC. El 18 de gener de 2016, canvià el nom a Goyang Zaicro FC. El 2016 desaparegué.
Evolució del nom:
Predecessor
- 1983–1984: Immanuel FC
- 1985: Hallelujah FC (reserva)
- 1986–1992: Immanuel FC
- 1992–1998: E-Land Puma FC
- 1998: Immanuel FC

Refundació
- 1999–2002: Hallelujah FC
- 2003: Iksan Hallelujah FC
- 2004–2006: Gimpo Hallelujah FC
- 2007–2011: Ansan Hallelujah FC
- 2012: Ansan H FC
- 2013–2015: Goyang Hi FC
- 2016: Goyang Zaicro FC

## Palmarès
- Lliga sud-coreana de futbol 1
  - 1983
- Copa President sud-coreana de futbol 2
  - 1988, 2006
- Queen's Cup 1
  - 2009

## Futbolistes destacats
- Cho Byung-Deuk
- Park Seong-Hwa

## Entrenadors destacats
- Kim Yong-Sik